# Inkubátörr
Album Inkubátörr, s podtitulem Demáče, živáky, sračky a odpady je raritní 3 CD vydané k 20. výročí vzniku kapely Törr.
Album přináší fanouškům kapely unikátní demonahrávky, záznamy z koncertů a nikdy neuveřejněné skladby.
Na třetím CD se nachází unikátní nahrávka z roku 1985, demo kapely 666 (předchůdce dnešního Törru) - Nekrofilie, které bylo nahráno ve složení Ota Hereš, Vlasta Henych a Pavel Konvalinka.

## CD 1
1. Intro (demo Witchhammer 1987)
2. Samota v smrti
3. Kladivo na čarodějnice
4. Exorcist
5. Válka s nebem
6. Ďáblův dech
7. Život a smrt
8. Zlej sen
9. Armageddon
10. Intro (demo Törr Gang live 1989)
11. Vrať se ke psům
12. Válka s nebem
13. Fuck, Fuck, Fuck, Fuck
14. Sex, alkohol & rocknroll
15. Hymna Václava Hrabyni
16. Exorcist
17. Kult ohně
18. Kladivo na čarodějnice
19. Armageddon

## CD 2
1. Intro (demo Masturbace mozku 1989)
2. Žal
3. Král Mor
4. Padlý chtíč
5. Lady Madeline
6. Posedlá
7. Calibos
8. Vrať se ke psům
9. Smlouva s peklem
10. Melodie poslední
11. Black sabbath

Singly
1. Kladivo na čarodějnice
2. Kult ohně
3. Válka s nebem
4. Armageddon
5. Kladivo na čarodějnice

## CD 3
1. Smrt tří šestiletých sirotků pádem z ruského kola v Parku kultury a oddechu Julia Fučíka (demo Nekrofilie 1985 od kapely 666)
2. Samota v smrti
3. Válka s nebem
4. Nekrofilia
5. Útok na ÚV KSČ

Bonusy
1. 1. Máj
2. Vrať se ke psům
3. Smlouva s peklem
4. Calibos

Předprodukční demosnímky 2003,2005
1. Made in Hell
2. Já tu jsem
3. Milion let
4. Lůza
5. Gotika